# Streepstipspanner
De streepstipspanner (Idaea humiliata) is een nachtvlinder uit de familie van de spanners (Geometridae).

## Kenmerken
De voorvleugellengte bedraagt tussen de 9 en 11 mm. Opvallend is de roodbruine kleur van de costa van de voorvleugel. De basiskleur van de vleugels is gelig.

## Waardplanten
De streepstipspanner gebruikt kruidachtige planten als waardplanten. De rups is te vinden van augustus tot mei. De rups overwintert.

## Voorkomen
De soort komt verspreid over Europa, Noord-Afrika en het aangrenzende deel van Azië voor.

### Nederland en België
De streepstipspanner is in Nederland en België een zeer zeldzame soort. In Nederland komt de vlinder vooral voor langs de kust van Zuid-Holland en het zuiden van Noord-Holland. De vlinder kent jaarlijks twee generaties die vliegen van eind mei tot in augustus.